# Otfried Jarren

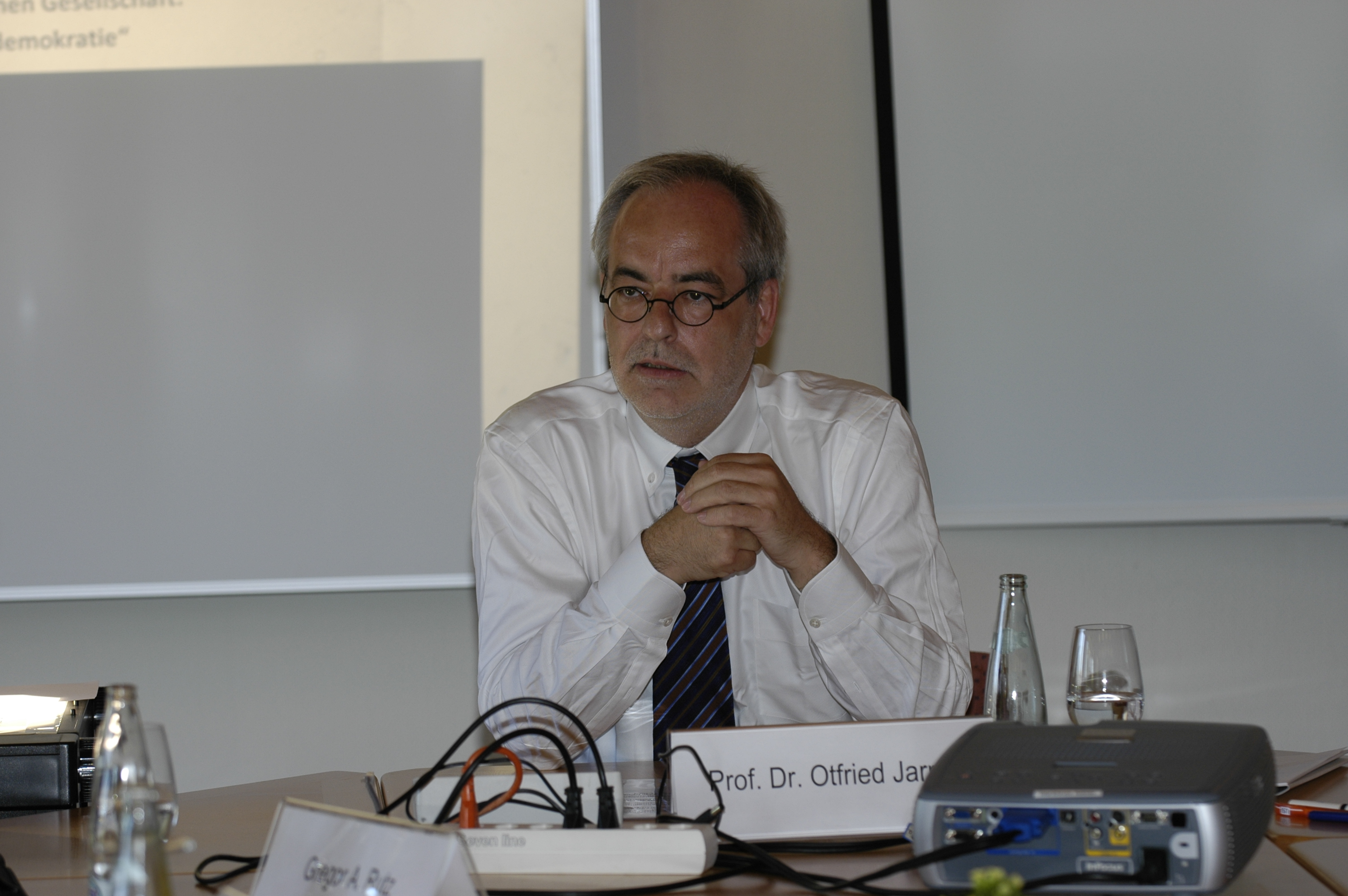
Otfried Jarren (2008)

Otfried Jarren (* 9. November 1953 in Neumünster) ist ein deutscher Kommunikationswissenschaftler und ordentlicher Professor am Institut für Publizistikwissenschaft und Medienforschung der Universität Zürich (IKMZ).

## Leben
Nach seinem Studium an der Universität Münster (bis 1978) war er Assistent an der Freien Universität Berlin (bis 1987) und Professor für Journalistik an der Universität Hamburg. 1997 wurde er nach Zürich berufen, blieb aber gleichzeitig bis Juli 2001 Direktor des Hans-Bredow-Instituts für Medienforschung an der Universität Hamburg. Jarren hat sich in der deutschsprachigen Kommunikationswissenschaft durch Arbeiten zu Kommunikations- und Medienpolitik und Politischer Kommunikation einen Namen gemacht.
Seit August 2008 ist Otfried Jarren als Prorektor Geistes- und Sozialwissenschaften Mitglied der Universitätsleitung der Universität Zürich.
Im November 2012 wurde er vom Bundesrat zum Präsidenten der Eidgenössischen Medienkommission gewählt, die den Bundesrat und die Verwaltung in Medienfragen beraten soll. Ende September 2021 trat er zurück.
Nach dem Rücktritt von Rektor Andreas Fischer am 6. November 2013 leitete Jarren kommissarisch die Universität Zürich, bis Fischers bereits früher gewählter Nachfolger Michael Hengartner sein Amt Anfang Februar 2014 antrat.
Im Mai 2018 erhielt Jarren den Schader-Preis 2018. Mit der Annahme des renommierten Preises ist die Aufnahme in den Senat der Schader-Stiftung verbunden.

## Publikationen (Auswahl)
Monographien
- Kommunale Kommunikation: Eine theoretische und empirische Untersuchung kommunaler Kommunikationsstrukturen unter besonderer Berücksichtigung lokaler und sublokaler Medien (= Beiträge zur Kommunalwissenschaft. Bd. 14). Minerva, München 1984, ISBN 3-597-10442-8 (Dissertation, Universität Münster, 1984).
- Mit Dieter Storll, Rüdiger Bendlin: Lokale Medien und politische Kultur in Dortmund. Presse- u. Informationsamt d. Landesregierung Nordrhein-Westfalen, Düsseldorf 1989.
- Mit Günter Bentele, Ulrich Kratzsch: Medienlandschaft im Umbruch: Medien- und Kommunikationsatlas Berlin. Vistas, Berlin 1990, ISBN 3-89158-055-X.
- Mit Thorsten Grothe, Roy Müller: Bürgermedium Offener Kanal: Der Offene Kanal Hamburg aus der Sicht von Nutzern und Experten. Eine empirische Studie zu Nutzung und Bewertung des Offenen Kanals. Vistas, Berlin 1994, ISBN 3-89158-107-6.
- Mit Patrick Donges: Keine Zeit für Politik? Landespolitische Berichterstattung im Rundfunk: Journalisten, Öffentlichkeitsarbeiter und Politiker in der Interaktion. Das Beispiel Hamburg. Vistas, Berlin 1996, ISBN 3-89158-171-8.
- Mit Patrick Donges: Medienregulierung durch die Gesellschaft? Eine steuerungstheoretische und komparative Studie mit Schwerpunkt Schweiz. Westdeutscher Verlag, Wiesbaden 2000, ISBN 3-531-13493-0.
- Mit Patrick Donges: Politische Kommunikation in der Mediengesellschaft: Eine Einführung. 2 Bände. Westdeutscher Verlag, Wiesbaden 2002; 3., grundlegend überarbeitete und aktualisierte Auflage 2011, ISBN 978-3-531-17437-2.
- Mit Ulrike Röttger, Jochen Hoffmann: Public Relations in der Schweiz: Eine empirische Studie zum Berufsfeld Öffentlichkeitsarbeit. UVK, Konstanz 2003, ISBN 3-89669-412-X.
- Mit Jochen Hoffmann, Adrian Steiner: Politische Kommunikation als Dienstleistung: Public-affairs-Berater in der Schweiz. UVK, Konstanz 2007, ISBN 978-3-89669-592-5.

Herausgaben (Auswahl)
- Mit Heinz Bonfadelli: Einführung in die Publizistikwissenschaft (= UTB für Wissenschaft. Bd. 2170). Paul Haupt, Bern u. a. 2001, ISBN 3-258-06212-9.
- Mit Günter Bentele und Hans-Bernd Brosius: Öffentliche Kommunikation. Handbuch Kommunikations- und Medienwissenschaft. Ein Handbuch mit Lexikonteil. Westdeutscher Verlag, Wiesbaden 2003, ISBN 3-531-13532-5.
- Bentele, Günter/Hans-Bernd-Brosius/Otfried Jarren (Hrsg.) (2013): Lexikon Kommunikations- und Medienwissenschaft. 2. Auflage. Springer Fachmedien, Wiesbaden, ISBN 978-3-531-93431-0.
- Mit Christian Steiniger (Hrsg.), Journalismus jenseits von Markt und Staat. Nomos, Baden-Baden 2016, ISBN 978-3-8487-2758-2.

Aufsätze (Auswahl)
- Gesellschaftliche Integration durch Medien? Zur Begründung normativer Anforderungen an Medien. In: Medien & Kommunikationswissenschaft. ISSN 1615-634X, 48. Jg. (2000), Nr. 1, S. 22–41 (PDF; 702 kB).